# Mitenand-Initiative
Die Mitenand-Initiative für eine neue Ausländerpolitik (Schweizerdeutsch mitenand für „miteinander“) war eine 1974 lancierte Volksinitiative in der Schweiz, die eine offenere Schweizer Ausländerpolitik zum Ziel hatte. Damit stand sie in klarem Gegensatz zu den Schwarzenbach-Initiativen zur selben Zeit, hinter denen die Furcht vor einer «Überfremdung» des Landes stand – auch wenn der Initiativtext in den Übergangsbestimmungen eine zehnjährige Plafonierung des Ausländeranteils vorsah.
Die Initiative wurde vom politisch linksgerichteten Komitee Arbeitsgemeinschaft für eine neue Ausländerpolitik getragen, 1974 lanciert und 1977 eingereicht. Das Parlament empfahl die Initiative zur Ablehnung und verabschiedete als indirekten Gegenvorschlag den Entwurf eines Ausländergesetzes (AuG). Bei der Volksabstimmung am 4. April 1981 erhielt die Initiative – bei einer Stimmbeteiligung von 39,88 % – 16,2 % oder 252.531 Ja-Stimmen, 83,8 % oder 1.304.153 Nein-Stimmen und keine einzige Standesstimme und wurde damit deutlich abgelehnt. Der Gegenvorschlag wurde am 6. Juni 1982 bei einer Stimmbeteiligung von 35,18 % mit 49,6 % oder 680.404 Ja-Stimmen ganz knapp verworfen.
Seit der Mitenand-Initiative beschränkt sich das linke politische Lager in der Schweiz in der Ausländer-, Asyl- und Einwanderungspolitik weitgehend auf die Bekämpfung von Verschärfungsbestrebungen von rechter Seite und bringt wenig eigene Vorschläge vor.

## Initiativtext
Der Wortlaut der Initiative war:
Art. 69ter
1 Der Bund ist zur Gesetzgebung auf dem Gebiet der Ausländerpolitik zuständig.
2Diese Gesetzgebung sichert die Menschenrechte, die soziale Sicherheit und den Familiennachzug der Ausländer. Sie berücksichtigt die Interessen der Schweizer und Ausländer gleichermassen. Sie trägt einer ausgewogenen sozialen, kulturellen und wirtschaftlichen Entwicklung Rechnung.
3 Aufenthaltsbewilligungen sind zu erneuern, sofern nicht der Richter eine Ausweisung wegen strafrechtlicher Widerhandlung verfügt. Als bevölkerungspolitische Massnahmen sind lediglich Einreisebeschränkungen, nicht aber Wegweisungen zulässig. Flüchtlinge sind von allfälligen Einreisebeschränkungen ausgenommen.
4 Bund, Kantone und Gemeinden ziehen die Ausländer in Fragen, die sie betreffen, zur Vernehmlassung bei. Sie fördern im Einvernehmen mit den Ausländern deren Eingliederung in die schweizerische Gesellschaft; die Gesetzgebung sieht geeignete Massnahmen vor.
5 Der Vollzug des Bundesgesetzes bleibt unter der Oberaufsicht des Bundes Sache der Kantone; die Bundesgesetzgebung kann bestimmte Befugnisse den Bundesbehörden vorbehalten und gewährleistet einen umfassenden Rechtsschutz der Ausländer einschliesslich der Rekursmöglichkeit an die Gerichte.
Übergangsbestimmungen
1 Der Bundesrat hat spätestens innert 3 Jahren den eidgenössischen Räten ein Bundesgesetz vorzulegen, das den Grundsätzen des Artikels 69ter entspricht.
2 Mit der Annahme dieses Verfassungsartikels stehen den Ausländern die Meinungsäusserungs-, Versammlungs-, Vereinigungs- und Niederlassungsfreiheit sowie die freie Wahl des Arbeitsplatzes in gleicher Weise zu wie den Schweizern.
3 Die Zahl der Einreisebewilligungen für Ausländer zum Zwecke der Erwerbstätigkeit darf die Zahl der im Vorjahr ausgereisten erwerbstätigen Ausländer nicht übersteigen. Freiwillig ausgereiste Erwerbstätige erhalten bei neuen Einreisebewilligungen im folgenden Jahr den Vorzug. Diese Bestimmungen können durch die Bundesgesetzgebung frühestens 10 Jahre nach ihrem Inkrafttreten gelockert werden. Ausgenommen sind Funktionäre internationaler Organisationen.
4 Absatz 3 des Verfassungsartikels tritt mit der Annahme der Initiative in Kraft.
5 Saisonarbeiter sind den Aufenthaltern gleichzustellen. Bisherige Rechtsbeschränkungen sind innert 5 Jahren nach Annahme der Initiative aufzuheben.
Artikel 69ter tritt sofort nach Annahme durch Volk und Stände und dem Erwahrungsbeschluss der Bundesversammlung in Kraft.
Der deutsche Text der Volksinitiative ist massgebend.